# Ksenia
Ksenia – imię żeńskie pochodzenia greckiego. Wywodzi się od słowa oznaczającego „gościnna” (Ξενία, dosł. „życzliwa dla obcych”), popularne zwłaszcza w krajach prawosławnych: rosyjskie Ксения (Ksienija), Аксиния (Aksinija), ukraińskie Ксенія (Ksenija), Ксеня (Ksenia) oraz pochodne Оксана (Oksana), białoruskie Ксенія (Ksenìâ), czeskie Xenie, słowackie Xeni.
Ksenia imieniny obchodzi 24 stycznia, 6 lutego; w prawosławnym kalendarzu dodatkowo 31 stycznia.
Znane osoby o imieniu Ksenia:
- św. Ksenia z Mylasy – święta z V w.
- św. Ksenia z Petersburga – święta prawosławna z XIX w.
- Ksenia (Czerniega) – rosyjska mniszka prawosławna
- Ksenia Romanowa – księżna
- Ksenija Charczenko – ukraińska pisarka i dziennikarka
- Ksienija Cybutowicz – rosyjska piłkarka
- Ksienija Doronina – rosyjska łyżwiarka figurowa
- Ksienija Mileuska – tenisistka
- Ksienija Rappoport (ur. 1974) – rosyjska aktorka filmowa i teatralna
- Ksienija Siemionowa – rosyjska gimnastyczka
- Ksienija Sitnik – białoruska piosenkarka
- Ksienija Sobczak – rosyjska dziennikarka
- Xenia Stad-de Jong – holenderska lekkoatletka
- Ksienija Suchinowa – zdobywczyni Miss World 2008